# Samuel Colt

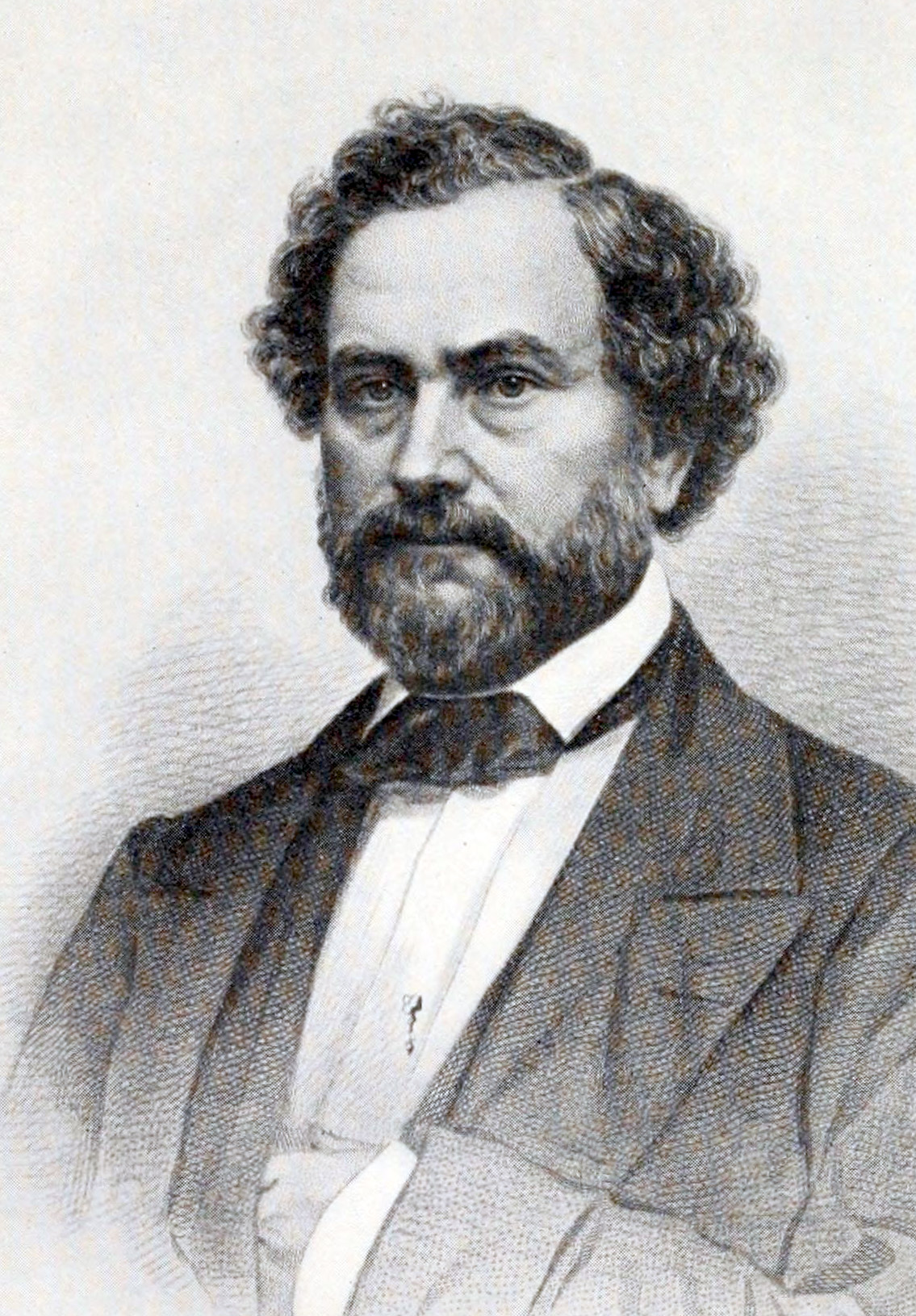
Samuel Colt

Samuel Colt (19 tháng 7 năm 1814 - 10 tháng 1 năm 1862) là một nhà phát minh và nhà công nghiệp người Mỹ. Ông là người sáng lập Colt's Patent Fire-Arms Manufacturing Company (nay là Công ty Chế tạo Colt), và được công nhận rộng rãi với việc làm phổ biến súng lục ổ quay. Đóng góp sáng tạo của Colt cho ngành công nghiệp vũ khí đã được mô tả bởi nhà sử học vũ khí James E. Serven là "sự kiện định hình nên vận mệnh của các loại súng Mỹ." Năm 2006, tên của ông được đưa vào Tòa nhà Danh dự dành cho các nhà phát minh quốc gia.
Samuel Colt sinh tại Hartford, Connecticut, cha là Christopher Colt, một nông dân đã chuyển gia đình tới Hartford khi ông đã thay đổi nghề nghiệp và trở thành một doanh nhân, và Sarah Colt với nhũ danh Caldwell, người đã chết trước khi Samuel lên bảy tuổi. Christopher Colt đã tái hôn hai năm sau đó để Olive Sergeant. Gia đình có tám anh chị em Colt: năm trai và ba con gái. Hai trong số các chị em đã chết trong thời thơ ấu và một người đã tự sát.
Colt đã bị gán nợ cho một trang trại ở Glastonbury ở tuổi 11, nơi ông đã làm công việc nhà và đi học.